# Ecuaciones de Oseen
En dinámica de fluidos, las ecuaciones de Oseen o flujo de Oseen describen el flujo de un  fluido viscoso e  incompresible en  números de Reynolds pequeños, tal como lo formuló Carl Wilhelm Oseen en 1910. El flujo de Oseen es una descripción mejorada de estos flujos, en comparación con el flujo de Stokes con la inclusión (parcial) de la  aceleración convectiva.
El trabajo de Oseen se basa en los experimentos de  GG Stokes, que había estudiado la caída de una esfera a través de un fluido viscoso. Desarrolló un término de corrección, que incluía factores de inercia, para la velocidad del flujo utilizada en los cálculos de Stokes, para resolver el problema conocido como paradoja de Stokes. Su aproximación conduce a una mejora de los cálculos de Stokes.

## Ecuaciones
Las ecuaciones de Oseen son, en el caso de un objeto que se mueve con una velocidad de flujo constante U a través del fluido, que está en reposo lejos del objeto, y en un marco de referencia unido al objeto:
{\displaystyle {\begin{aligned}-\rho \mathbf {U} \cdot \nabla \mathbf {u} &=-\nabla p\,+\,\mu \nabla ^{2}\mathbf {u} ,\\\nabla \cdot \mathbf {u} &=0,\end{aligned}}}
donde 
- u es la perturbación en la velocidad del flujo inducida por el objeto en movimiento, es decir , la velocidad total del flujo en el marco de referencia que se mueve con el objeto es − U + u ,
- p es la presión,
- ρ es la densidad del fluido,
- μ es la viscosidad dinámica,
- ∇  es el operador de gradiente, y
- ∇2 es el operador de Laplace.

Las condiciones de contorno para el flujo de Oseen alrededor de un objeto rígido son:
{\displaystyle {\begin{aligned}\mathbf {u} &=\mathbf {U} &&{\text{en la superficie del objeto}},\\\mathbf {u} &\to 0&&{\text{y}}\quad p\to p_{\infty }\quad {\text{para}}\quad r\to \infty ,\end{aligned}}}
con r la distancia desde el centro del objeto y p∞ la presión no perturbada lejos del objeto.

## Ondas longitudinales y transversales[2]
Una propiedad fundamental de la ecuación de Oseen es que la solución general puede dividirse en ondas longitudinales y transversales.
Una solución  {\displaystyle \left(\mathbf {u} _{\text{L}},p'\right)} es una onda longitudinal si la velocidad es irrotacional y, por tanto, el término viscoso desaparece. Las ecuaciones se convierten en:

En consecuencia:
{\displaystyle {\mathbf {u} _{\text{L}}}_{t}+U{\mathbf {u} _{\text{L}}}_{x}+{\frac {1}{\rho }}\nabla p=0,\quad \nabla \cdot \mathbf {u} _{\text{L}}=0,\quad \nabla \times \mathbf {u} _{\text{L}}=0}
{\displaystyle \mathbf {u} _{\text{L}}=\nabla \phi ,\quad \nabla ^{2}\phi =0,\quad p'=p-p_{\infty }=-\rho U\mathbf {u} _{\text{L}}}
La velocidad se deriva de la teoría del potencial y la presión de las  ecuaciones de Bernoulli linealizadas.
La solucuión {\displaystyle (\mathbf {u} _{\text{T}},0)} es una onda transversal si la presión {\displaystyle p'} es idéntica a cero y el campo de velocidad es solenoidal. Las ecuaciones son:
{\displaystyle {\mathbf {u} _{\text{T}}}_{t}+U{\mathbf {u} _{\text{T}}}_{x}=\nu \nabla ^{2}\mathbf {u} _{\text{T}},\quad \nabla \cdot \mathbf {u_{T}} =0.}
Entonces la solución completa de Oseen viene dada por
{\displaystyle \mathbf {u} =\mathbf {u} _{\text{L}}+\mathbf {u} _{\text{T}}}
un teorema de división debido a Horace Lamb. La división es única si están especificadas las condiciones en el infinito (digamos que {\displaystyle \mathbf {u} =0,\ p=p_{\infty }})
Para ciertos flujos de Oseen, es posible dividir aún más la onda transversal en componente irrotacional y rotacional {\displaystyle \mathbf {u} _{\text{T}}=\mathbf {u} _{1}+\mathbf {u} _{2}.} Dejemos que {\displaystyle \chi } sea la función escalar que satisface {\displaystyle U\chi _{x}=\nu \nabla ^{2}\chi } y desaparece en el infinito y, a la inversa, dejemos que {\displaystyle \mathbf {u} _{\text{T}}=(u_{\text{T}},v_{\text{T}})} se dé de tal manera que {\displaystyle \int _{-\infty }^{\infty }v_{\text{T}}dy=0}, entonces la onda transversal es:
{\displaystyle \mathbf {u} _{\text{T}}=-{\frac {\nu }{U}}\nabla \chi +\chi \mathbf {i} ,\quad \mathbf {u} _{\text{1}}=-{\frac {\nu }{U}}\nabla \chi ,\quad \mathbf {u} _{\text{2}}=\chi \mathbf {i} .}
donde {\displaystyle \chi } viene determinada por {\displaystyle \chi ={\frac {U}{\nu }}\int _{y}^{\infty }v_{T}dy}y {\displaystyle \mathbf {i} } es el vector unitario. Sin embargo, tampoco {\displaystyle \mathbf {u} _{1}} o {\displaystyle \mathbf {u} _{2}} son transversales por sí mismas, pero {\displaystyle \mathbf {u} _{1}+\mathbf {u} _{2}} es transversal. Por lo tanto,
{\displaystyle \mathbf {u} =\mathbf {u} _{\text{L}}+\mathbf {u} _{\text{T}}=\mathbf {u} _{\text{L}}+\mathbf {u} _{1}+\mathbf {u} _{2}}
El único componente rotacional es {\displaystyle \mathbf {u} _{2}}.

## Soluciones fundamentales[2]
La solución fundamental debido a una fuerza puntual singular incrustada en un flujo de Oseen es el Oseenlet. Las soluciones fundamentales de forma cerrada para los flujos inestables generalizados de Stokes y Oseen asociados con movimientos de traslación y rotación arbitrarios dependientes del tiempo se han derivado para los fluidos newtonianos y fluidos micropolares.
Usando la ecuación de Oseen, Horace Lamb pudo derivar expresiones mejoradas para el flujo viscoso alrededor de una esfera en 1911, mejorando la ley de Stokes hacia números de Reynolds algo más altos. Además, Lamb derivó, por primera vez, una solución para el flujo viscoso alrededor de un cilindro circular.
La solución a la respuesta de una fuerza singular {\displaystyle \mathbf {f} } cuando no hay límites externos presentes se escribe como
{\displaystyle U\mathbf {u} _{x}+{\frac {1}{\rho }}\nabla p-\nu \nabla ^{2}\mathbf {u} =\mathbf {f} ,\quad \nabla \cdot \mathbf {u} =0}
Si {\displaystyle \mathbf {f} =\delta (q,q_{o})\mathbf {a} } donde {\displaystyle \delta (q,q_{o})} es la fuerza singular concentrada en el punto {\displaystyle q_{o}} y {\displaystyle q}es un punto arbitarrio y {\displaystyle \mathbf {a} } es el vector dado, que da la dirección de la fuerza singular, entonces en ausencia de fronteras, la velocidad y la presión se deriva del tensor fundamental {\displaystyle \Gamma (q,q_{o})} y el vector fundamental {\displaystyle \Pi (q,q_{o})}
{\displaystyle \mathbf {u} (q)=\Gamma (q,q_{o})\mathbf {a} ,\quad p'=p-p_{\infty }=\Pi (q,q_{o})\cdot \mathbf {a} }
Ahora bien, si {\displaystyle \mathbf {f} } es una función arbitraria del espacio, la solución para un dominio no limitado es
{\displaystyle \mathbf {u} (q)=\int \Gamma (q,q_{o})\mathbf {f} (q_{o})dq_{o},\quad p'(q)=\int \Pi (q,q_{o})\cdot \mathbf {f} (q_{o})dq_{o}}
donde {\displaystyle dq_{o}} es el elemento de volumen/área infinitesimal alrededor del punto {\displaystyle q_{o}}.

### Bidimensional
Sin pérdida de generalidad  {\displaystyle q_{o}=(0,0)} tomado en el origen y {\displaystyle q=(x,y)}.  Entonces el tensor fundamental y el vector son
{\displaystyle \Gamma ={\begin{pmatrix}{\frac {\partial A}{\partial x}}&{\frac {\partial A}{\partial y}}\\{\frac {\partial A}{\partial y}}&-{\frac {\partial A}{\partial x}}\end{pmatrix}}+{\frac {1}{2\pi \nu }}e^{\lambda x}K_{o}(\lambda r){\begin{pmatrix}1&0\\0&1\end{pmatrix}},\quad \Pi ={\frac {\rho }{2\pi }}\nabla (\ln r)}
donde
{\displaystyle \lambda ={\frac {U}{2\nu }},\quad r^{2}=x^{2}+y^{2},\quad A=-{\frac {1}{2\pi U}}\left[\ln r+e^{\lambda x}K_{o}(\lambda r)\right]}
donde {\displaystyle K_{o}(\lambda r)} es la Función de Bessel# Funciones de Bessel modificadas de segunda especie de orden cero.

### Tridimensional
Sin pérdida de generalidad {\displaystyle q_{o}=(0,0,0)}  tomado en el origen y  {\displaystyle q=(x,y,z)}. Entonces el tensor fundamental y el vector son
{\displaystyle \Gamma ={\begin{pmatrix}{\frac {\partial A}{\partial x}}&{\frac {\partial B}{\partial x}}&{\frac {\partial C}{\partial x}}\\{\frac {\partial A}{\partial y}}&{\frac {\partial B}{\partial y}}&{\frac {\partial C}{\partial y}}\\{\frac {\partial A}{\partial z}}&{\frac {\partial B}{\partial z}}&{\frac {\partial C}{\partial z}}\end{pmatrix}}+{\frac {1}{4\pi \nu }}{\frac {e^{-\lambda (r-x)}}{r}}{\begin{pmatrix}1&0&0\\0&1&0\\0&0&1\end{pmatrix}},\quad \Pi =-{\frac {\rho }{4\pi }}\nabla \left({\frac {1}{r}}\right)}
donde 
{\displaystyle \lambda ={\frac {U}{2\nu }},\quad r^{2}=x^{2}+y^{2}+z^{2},\quad A={\frac {1}{4\pi U}}{\frac {1-e^{-\lambda (r-x)}}{r}},\quad B=-{\frac {1}{4\pi U}}{\frac {\left[1-e^{-\lambda (r-x)}\right]y}{r(r-x)}},\quad C=-{\frac {1}{4\pi U}}{\frac {\left[1-e^{-\lambda (r-x)}\right]z}{r(r-x)}}}

## Cálculos
Oseen consideró que la esfera estaba estacionaria y que el fluido fluía con una velocidad de flujo ({\displaystyle U}) a una distancia infinita de la esfera. Los términos de inercia se ignoraron en los cálculos de Stokes. Es una solución límite cuando el número de Reynolds tiende a cero. Cuando el número de Reynolds es pequeño y finito, como 0,1, es necesario corregir el término inercial. Oseen sustituyó los siguientes valores de velocidad de flujo en las ecuaciones de Navier-Stokes.
{\displaystyle u_{1}=u+u_{1}',\qquad u_{2}=u_{2}',\qquad u_{3}=u_{3}'.}
Si se insertan en las ecuaciones de Navier-Stokes y se desprecian los términos cuadráticos de las cantidades primitivas, se obtiene la aproximación de Oseen:
{\displaystyle u{\partial u_{1}' \over \partial x_{1}}=-{1 \over \rho }{\partial p \over \partial x_{1}}+\nu \nabla ^{2}u_{i}'\qquad \left({i=1,2,3}\right).}
Como el movimiento es simétrico respecto al eje {\displaystyle x} y la divergencia del vector de vorticidad es siempre cero obtenemos:
{\displaystyle \left(\nabla ^{2}-{U \over 2v}{\partial  \over \partial x}\right)\chi =G(x)=0}
la función {\displaystyle G(x)} se puede eliminar añadiendo a una función adecuada en {\displaystyle x}, es la función de vorticidad, y la función anterior se puede escribir como:
{\displaystyle {U \over v}{\partial u' \over \partial x}=\nabla ^{2}u'}
y por una cierta integración la solución para {\displaystyle \chi } es:
{\displaystyle e^{-Ux \over 2v}\chi ={{Ce^{-U\operatorname {Re}  \over 2v}} \over \operatorname {Re} }}
por lo que al dejar que {\displaystyle x} sea la "dirección preferente" produce:
{\displaystyle \varphi ={A_{0} \over \operatorname {Re} }+A_{1}{\partial  \over \partial x}{1 \over \operatorname {Re} }+A_{2}{\partial ^{2} \over \partial x^{2}}{1 \over \operatorname {Re} }+\ldots }
entonces aplicando las tres condiciones de contorno se obtiene
{\displaystyle C=-{3 \over 2}Ua,\ A_{0}=-{3 \over 2}va,\ A_{1}={1 \over 4}Ua^{3}\ {\text{, etc.}}}
el nuevo coeficiente de arrastre mejorado pasa a ser:
{\displaystyle C_{\text{d}}={12 \over \operatorname {Re} }\left(1+{3 \over 8}\operatorname {Re} \right)}
y finalmente, cuando se resolvió la solución de Stokes sobre la base de la aproximación de Oseen, se demostró que la resultante fuerza de arrastre viene dada por
{\displaystyle F=6\pi \,\mu \,au\left(1+{3 \over 8}\operatorname {Re} \right),}
donde
{\displaystyle \operatorname {Re} =\rho ua/\mu } es el número de Reynolds basado en el radio de la esfera, {\displaystyle a}
{\displaystyle F} es lafuerza hidrodinámica
{\displaystyle u} es la velocidad de flujo
{\displaystyle \mu \,} es la viscosidad del fluido
La fuerza de la ecuación de Oseen difiere de la de Stokes en un factor de
{\displaystyle 1+{3 \over 8}\operatorname {Re} .}

## Error en la solución de Stokes
Las ecuaciones de Navier Stokes dicen:
{\displaystyle {\begin{aligned}\triangledown u'&~=0\\u\triangledown u'&~=-\triangledown p+\nu \triangledown ^{2}u',\end{aligned}}}
pero cuando el campo de velocidad es
{\displaystyle {\begin{aligned}u_{y}&=u\cos \theta \left({1+{a^{3} \over 2r^{3}}-{3a \over 2r}}\right)\\u_{z}&=-u\sin \theta \left({1-{a^{3} \over 4r^{3}}-{3a \over 4r}}\right).\end{aligned}}}
En el campo lejano {\displaystyle {r \over a}} ≫ 1, la tensión viscosa está dominada por el último término. Es decir:
{\displaystyle \triangledown ^{2}u'=O\left({a^{3} \over r^{3}}\right).}
El término de inercia está dominado por el término
{\displaystyle u{\partial u' \over \partial z_{1}}\sim O\left({a^{2} \over r^{2}}\right).}
El error viene dado entonces por la relación:
{\displaystyle u{{\partial u' \over \partial z_{1}} \over {\nu \triangledown ^{2}u'}}=O\left({r \over a}\right).}
Esto se convierte en ilimitado para {\displaystyle {r \over a}} ≫ 1, por lo tanto la inercia no puede ser ignorada en el campo lejano. Tomando el rizo, la ecuación de Stokes da  {\displaystyle \triangledown ^{2}\zeta \,=0.} Dado que el cuerpo es una fuente de vorticidad, {\displaystyle \zeta \,} se volvería  logaritmo ilimitado para grandes {\displaystyle {r \over a}.} Esto es ciertamente antifísico y se conoce como paradoja de Stokes.

## Solución para una esfera en movimiento en un fluido incompresible
Considérese el caso de una esfera sólida que se mueve en un líquido estacionario con una velocidad constante. El líquido se modela como un fluido incompresible, es decir, con densidad constante, y ser estacionario significa que su velocidad tiende a cero a medida que la distancia desde la esfera se acerca al infinito.
Para un cuerpo real habrá un efecto transitorio debido a su aceleración cuando comienza su movimiento; sin embargo, después de un tiempo suficiente, tenderá a cero, por lo que la velocidad del fluido en todas partes se acercará a la obtenida en el caso hipotético en el que el cuerpo ya se está moviendo por un tiempo infinito.
Por lo tanto, supongamos una esfera de radio a que se mueve a una velocidad constante {\displaystyle {\vec {U}}}, en un fluido incompresible que está en reposo en el infinito. Trabajaremos en coordenadas {\displaystyle {\vec {x}}_{m}} que se mueven junto con la esfera con el centro de coordenadas ubicado en el centro de la esfera. Se tiene:
{\displaystyle {\begin{aligned}{\vec {u}}\left(\left\|{{\vec {x}}_{m}}\right\|=a\right)&={\vec {U}}\\{\vec {u}}\left(\left\|{{\vec {x}}_{m}}\right\|\rightarrow \infty \right)&\rightarrow 0\end{aligned}}}
Dado que estas condiciones de contorno, así como la ecuación de movimientos, son invariantes en el tiempo (es decir, no cambian al desplazar el tiempo {\displaystyle t\rightarrow t+\Delta t}) cuando se expresan en las coordenadas {\displaystyle {\vec {x}}_{m}}, la solución depende del tiempo sólo a través de estas coordenadas.
Las ecuaciones de movimiento son las ecuaciones de Navier-Stokes definidas en las coordenadas del marco de reposo {\displaystyle {\vec {x}}={\vec {x}}_{m}-{\vec {U}}\cdot t}. Mientras que las derivadas espaciales son iguales en ambos sistemas de coordenadas, la derivada temporal que aparece en las ecuaciones satisface:
{\displaystyle {\frac {\partial {\vec {u}}\left({\vec {x}},t\right)}{\partial t}}=\sum _{i}{{\frac {d{x_{m}}_{i}}{dt}}{\frac {\partial {\vec {u}}\left({\vec {x}}_{m}\right)}{\partial {x_{m}}_{i}}}}=-\left({\vec {U}}\cdot {\vec {\nabla }}_{m}\right){\vec {u}}}
donde la derivada {\displaystyle {\vec {\nabla }}_{m}} es con respecto a las coordenadas móviles {\displaystyle {\vec {x}}_{m}}. En adelante omitiremos el subíndice m.
La aproximación de Oseen se resume en despreciar el término no lineal en {\displaystyle {\vec {u}}}. Así, las ecuaciones de Navier-Stokes incompresibles se convierten en:
{\displaystyle \left({\vec {U}}\cdot {\vec {\nabla }}\right){\vec {u}}+\nu \nabla ^{2}{\vec {u}}={\frac {1}{\rho }}{\vec {\nabla }}p}
para un fluido que tiene densidad ρ y Viscosidad cinemática ν = μ/ρ (μ es la Viscosidad dinámica). p es la presión.
Debido a la Ecuación de continuidad para un fluido incompresible {\displaystyle {\vec {\nabla }}\cdot {\vec {u}}=0}, la solución se puede expresar mediante un potencial vectorial {\displaystyle {\vec {\psi }}}. Este resulta estar dirigido en la dirección {\displaystyle {\vec {varphi}}} y su magnitud es equivalente a la función de flujo utilizada en problemas bidimensionales. Resulta ser:
{\displaystyle {\begin{aligned}\psi &=Ua^{2}\left(-{\frac {a}{4r^{2}}}\sin \theta +3{\frac {1-\cos \theta }{r\sin \theta }}{\frac {1-e^{-{\frac {Rr}{4a}}(1+\cos \theta )}}{R}}\right)\\{\vec {u}}&={\vec {\nabla }}\times (\psi {\hat {\varphi }})={\frac {1}{r\sin \theta }}{\frac {\partial }{\partial \theta }}\left(\psi \sin \theta \right){\hat {r}}-{\frac {1}{r}}{\frac {\partial }{\partial r}}\left(r\psi \right){\hat {\theta }}\end{aligned}}}
donde {\displaystyle R=2aU/\nu } es el número de Reynolds para el flujo cercano a la esfera.
Nótese que en algunas notaciones {\displaystyle \psi } se sustituye por {\displaystyle \psi =\psi \cdot r\sin \theta } para que la derivación de {\displaystyle {\vec {u}}} a partir de {\displaystyle \Psi } sea más similar a su derivación a partir de la función de flujo en el caso bidimensional (en coordenadas polares).

### Elaboración
{\displaystyle \psi } puede expresarse de la forma siguiente
{\displaystyle \psi =\psi _{1}+\psi _{2}-\psi _{2}e^{-kr(1+\cos \theta )}}
donde:
{\displaystyle {\begin{aligned}\psi _{1}&\equiv -{\frac {Ua^{3}}{4r^{2}}}\sin \theta \\\psi _{2}&\equiv {\frac {3Ua^{2}}{Rr}}{\frac {1-\cos \theta }{\sin \theta }}\end{aligned}}}
{\displaystyle k\equiv {\frac {R}{4a}}}, so that {\displaystyle {\frac {U}{2k}}={\frac {2Ua}{R}}=\nu }.
El vector Laplaciano de un vector del tipo {\displaystyle V(r,\theta ){\hat {\varphi }}} reads:
{\displaystyle {\begin{aligned}&\nabla ^{2}\left(V(r,\theta ){\hat {\varphi }}\right)={\hat {\varphi }}\cdot \left(\nabla ^{2}-{\frac {1}{r^{2}\sin ^{2}\theta }}\right)V(r,\theta )=\\&{\hat {\varphi }}\cdot \left[{\frac {1}{r^{2}}}{\frac {\partial }{\partial r}}\left(r^{2}{\frac {\partial }{\partial r}}V(r,\theta )\right)+{\frac {1}{r^{2}\sin \theta }}{\frac {\partial }{\partial \theta }}\left(\sin \theta {\frac {\partial }{\partial \theta }}V(r,\theta )\right)-{\frac {V(r,\theta )}{r^{2}\sin ^{2}\theta }}\right]\end{aligned}}}.
Por lo tanto, se puede calcular que:
{\displaystyle {\begin{aligned}\nabla ^{2}\left(\psi _{1}{\hat {\varphi }}\right)&=0\\\nabla ^{2}\left(\psi _{2}{\hat {\varphi }}\right)&=0\end{aligned}}}
Por lo tanto,
{\displaystyle {\begin{aligned}\nabla ^{2}{\vec {\psi }}&=-\nabla ^{2}\left(\psi _{2}e^{-kr(1+\cos \theta )}{\hat {\varphi }}\right)\\&=-\left(\psi _{2}\nabla ^{2}e^{-kr(1+\cos \theta )}+2{\frac {\partial \psi _{2}}{\partial r}}{\frac {\partial }{\partial r}}e^{-kr(1+\cos \theta )}+{\frac {2}{r^{2}}}{\frac {\partial \psi _{2}}{\partial \theta }}{\frac {\partial }{\partial \theta }}e^{-kr(1+\cos \theta )}\right){\hat {\varphi }}\\&=-{\frac {6Ua^{2}}{R}}\sin \theta \left({\frac {k^{2}}{r}}+{\frac {k}{r^{2}}}\right)e^{-kr(1+\cos \theta )}{\hat {\varphi }}\end{aligned}}}
Así la vorticidad es:
{\displaystyle {\vec {\omega }}\equiv {\vec {\nabla }}\times {\vec {u}}=-\nabla ^{2}{\vec {\psi }}={\frac {6Ua^{2}}{R}}\sin \theta \left({\frac {k^{2}}{r}}+{\frac {k}{r^{2}}}\right)e^{-kr(1+\cos \theta )}{\hat {\varphi }}}
donde hemos utilizado la vanishing of the divergence de {\displaystyle {\vec {\psi }}} para relacionar el vector laplaciano y un doble curl.
El lado izquierdo de la ecuación del movimiento es el rizo de lo siguiente:
{\displaystyle \left({\vec {U}}\cdot {\vec {\nabla }}\right){\vec {\psi }}+\nu \nabla ^{2}{\vec {\psi }}=\left({\vec {U}}\cdot {\vec {\nabla }}\right){\vec {\psi }}-\nu {\vec {\omega }}}
Calculamos la derivada por separado para cada término en {\displaystyle \psi }.
Obsérvese que:
{\displaystyle {\vec {U}}=U\left(\cos \theta {\hat {r}}-\sin \theta {\hat {\theta }}\right)}
y también 
{\displaystyle {\begin{aligned}{\frac {\partial \psi _{2}}{\partial r}}&=-{\frac {1}{r}}\psi _{2}\\\sin \theta {\frac {\partial \psi _{2}}{\partial \theta }}&=\psi _{2}\end{aligned}}}
Por lo tanto, tenemos:
{\displaystyle {\begin{aligned}\left({\vec {U}}\cdot {\vec {\nabla }}\right)\left(\psi _{1}{\hat {\varphi }}\right)&=U\left(\cos \theta {\frac {\partial \psi _{1}}{\partial r}}-{\frac {1}{r}}\sin \theta {\frac {\partial \psi _{1}}{\partial \theta }}\right){\hat {\varphi }}={\frac {3U^{2}a^{3}}{4r^{3}}}\sin \theta \cos \theta {\hat {\varphi }}\\\left({\vec {U}}\cdot {\vec {\nabla }}\right)\left(\psi _{2}{\hat {\varphi }}\right)&=U\left(\cos \theta {\frac {\partial \psi _{2}}{\partial r}}-{\frac {1}{r}}\sin \theta {\frac {\partial \psi _{2}}{\partial \theta }}\right){\hat {\varphi }}=-U{\frac {1}{r}}(1+\cos \theta )\psi _{2}{\hat {\varphi }}=-{\frac {3U^{2}a^{2}}{Rr^{2}}}\sin \theta {\hat {\varphi }}\\\left({\vec {U}}\cdot {\vec {\nabla }}\right)\left(-\psi _{2}e^{-kr(1+\cos \theta )}{\hat {\varphi }}\right)&=-e^{-kr(1+\cos \theta )}\left(\left({\vec {U}}\cdot {\vec {\nabla }}\right)\left(\psi _{2}{\hat {\varphi }})+\psi _{2}\left({\vec {U}}\cdot {\vec {\nabla }}\right)\left(-kr(1+\cos \theta \right){\hat {\varphi }}\right)\right)\\&=U\psi _{2}e^{-kr(1+\cos \theta )}\left({\frac {1}{r}}(1+\cos \theta )+\cos \theta {\frac {\partial (kr(1+\cos \theta ))}{\partial r}}-{\frac {1}{r}}\sin \theta {\frac {\partial (kr(1+\cos \theta ))}{\partial \theta }}\right){\hat {\varphi }}\\&=U\psi _{2}(1+\cos \theta )\left({\frac {1}{r}}+k\right)e^{-kr(1+\cos \theta )}{\hat {\varphi }}={\frac {3U^{2}a^{2}}{R}}\sin \theta \left({\frac {1}{r^{2}}}+{\frac {k}{r}}\right)e^{-kr(1+\cos \theta )}{\hat {\varphi }}\\&={\frac {U}{2k}}{\vec {\omega }}=\nu {\vec {\omega }}\end{aligned}}}
Combinando todos los términos que tenemos:
{\displaystyle \left({\vec {U}}\cdot {\vec {\nabla }}\right){\vec {\psi }}+\nu \nabla ^{2}{\vec {\psi }}=\left({\frac {3U^{2}a^{3}}{4r^{3}}}\sin \theta \cos \theta -{\frac {3U^{2}a^{2}}{Rr^{2}}}\sin \theta \right){\hat {\varphi }}}
Tomando el rizo, encontramos una expresión que es igual a {\displaystyle 1/\rho } por el gradiente de la siguiente función, que es la presión:
{\displaystyle p=p_{0}-{\frac {3\mu Ua}{2r^{2}}}\cos \theta +{\frac {\rho U^{2}a^{3}}{4r^{3}}}\left(3\cos ^{2}\theta -1\right)}
donde {\displaystyle p_{0}} es la presión en el infinito, {\displaystyle \theta }.es el ángulo polar originado desde el lado opuesto al punto de estancamiento frontal ({\displaystyle \theta =\pi } donde es el punto de estancamiento frontal).
Además, la velocidad se deriva tomando el rizo de {\displaystyle {\vec {\psi }}}:
{\displaystyle {\vec {u}}=U\left[-{\frac {a^{3}}{2r^{3}}}\cos \theta +{\frac {3a^{2}}{Rr^{2}}}-{\frac {3a^{2}}{R}}\left({\frac {1}{r^{2}}}+{\frac {k}{r}}[1-\cos \theta ]\right)e^{-kr(1+\cos \theta )}\right]{\hat {r}}-U\left[{\frac {a^{3}}{4r^{3}}}\sin \theta +{\frac {3a^{2}}{Rr}}k\sin \theta e^{-kr(1+\cos \theta )}\right]{\hat {\theta }}}
Estos p y u satisfacen la ecuación de movimiento y, por tanto, constituyen la solución de la aproximación de Oseen.

## Modificaciones a la aproximación de Ossen
Se puede cuestionar, sin embargo, si el término de corrección fue elegido por casualidad, porque en un marco de referencia que se mueve con la esfera, el fluido cerca de la esfera está casi en reposo, y en esa región la fuerza de inercia es despreciable y la ecuación de Stokes está bien justificado. [6] Lejos de la esfera, la velocidad del flujo se aproxima a u y la aproximación de Oseen es más precisa. Pero la ecuación de Oseen se obtuvo aplicando la ecuación para todo el campo de flujo. Esta pregunta fue respondida por Proudman y Pearson en 1957, quien resolvió las ecuaciones de Navier-Stokes y dio una solución de Stokes mejorada en la vecindad de la esfera y una solución de Oseen mejorada en el infinito, y emparejó las dos soluciones en una supuesta región común de su validez. Obtuvieron:
{\displaystyle F=6\pi \,\mu \,aU\left(1+{3 \over 8}\operatorname {Re} +{9 \over 40}\operatorname {Re} ^{2}\ln \operatorname {Re} +{\mathcal {O}}\left(\operatorname {Re} ^{2}\right)\right).}

## Aplicaciones
El método y la formulación para el análisis del flujo a un número de Reynolds muy bajo es importante. El movimiento lento de pequeñas partículas en un fluido es común en bioingeniería. La formulación de arrastre de Oseen puede utilizarse en relación con el flujo de fluidos en varias condiciones especiales, como: contener partículas, sedimentación de partículas, centrifugación o ultracentrifugación de suspensiones, coloides y sangre mediante el aislamiento de tumores y antígenos. El fluido ni siquiera tiene que ser un líquido, y las partículas no tienen que ser sólidas. Puede utilizarse en varias aplicaciones, como la formación de smog y la atomización de líquidos.
El flujo sanguíneo en vasos pequeños, como los capilares, se caracteriza por números de  Reynolds y  Womersley pequeños. Un vaso de 10 µm de diámetro con un flujo de 1 milímetro/segundo, viscosidad de 0,02 poises para la sangre, densidad de 1 g/cm 3 y frecuencia cardiaca de 2 Hz, tendrá un número de Reynolds de 0,005 y un número de Womersley de 0.0126. A estos pequeños números de Reynolds y Womersley, los efectos viscosos del fluido se vuelven predominantes. Comprender el movimiento de estas partículas es esencial para la administración de fármacos y el estudio de los movimientos de metástasis de los cánceres.